# Do You Remember Rock 'n' Roll Radio?
Do You Remember Rock 'n' Roll Radio? è stato il secondo singolo estratto dall'album End of the Century da parte della band punk Ramones.
Si tratta di una canzone molto diversa dalle precedenti dei Ramones, a causa dell'influenza del produttore Phil Spector, che ha portato il suono della band verso melodie più orecchiabili per poter ottenere un maggior successo commerciale.
Al contrario di buona parte delle canzoni della band, Do You Remember Rock 'n' Roll Radio? è una canzone complessa: un pianoforte, una tromba, un corno, un sassofono ed un sintetizzatore si aggiungono alla chitarra, al basso ed alla batteria.
Come nella maggior parte delle canzoni rock degli anni cinquanta, il sassofono è lo strumento principale, seguito dalla chitarra.
Durante le performance live della band, il sassofono è stato sostituito dal basso come strumento principale.
Il titolo dell'album End of the Century è dovuto a questa canzone; infatti è presente questa frase:
((Do You Remember Rock 'n' Roll Radio?))
Anche il film-documentario del 2003, End of the Century: The Story of the Ramones prende il nome da questa parte della canzone.

## Riferimenti
Contiene riferimenti a molti personaggi musicali che hanno influenzato i Ramones come Jerry Lee Lewis, John Lennon, i T. Rex ed i The Animals.
(Do You Remember Rock 'n' Roll Radio?)

## Lista tracce
1. Do You Remember Rock 'n' Roll Radio? - 3:50 (Ramones)
2. Let's Go - 2:31 (Ramones)

## Video
Il video mostra i Ramones sia mentre guardano dei programmi televisivi anni sessanta sia mentre suonano la canzone in televisione.

## Do You Remember Rock 'n' Roll Radio?nella cultura di massa
- È presente nella colonna sonora del film d'animazione Shrek terzo[3] della Dreamworks ed anche nel film School of Rock[4] nella versione dei Kiss per una breve scena.

## Formazione
- Joey Ramone - voce
- Johnny Ramone - chitarra
- Dee Dee Ramone - basso
- Marky Ramone - batteria

## Cover
Questa canzone è stata reinterpretata dai Kiss nel 2003 nell'album tributo ai Ramones We're a Happy Family, dalla band ska punk spagnola No Relax nell'album Virus de rebelión, dal cantante Greg Attonito dei Bouncing Souls nell'album di cover dei Ramones Brats on the Beat e, in Italia, da Olly nell'album Olly Meets The Good Fellas.